# Crambus ericella
Crambus ericella là một loài bướm đêm thuộc họ Crambidae. Nó được tìm thấy ở châu Âu.
Sải cánh dài 21–28 mm. Con trưởng thành bay từ tháng 5 đến tháng 9 tùy theo địa điểm.
Ấu trùng ăn Corynephorus canescens, Festuca ovina và Deschampsia flexuosa.